# Bendaggio linfostatico
Il bendaggio linfostatico è una particolare tecnica di bendaggio che riduce o interrompe il flusso di linfa attraverso il corpo. Si applica, per esempio, nel caso di morsi di vipera.

## Bendaggio linfostatico degli arti inferiori
Eseguire un bendaggio compressivo dell'intero arto con una benda di tela robusta (o con Tensoplast), larga 10 cm e lunga circa 12 m. Il bendaggio va eseguito dal ginocchio al piede, poi di nuovo verso l'alto fino alla coscia. La benda deve essere disposta a spina di pesce.

## Bendaggio linfostatico degli arti superiori
Una premessa banale, ma importante, è togliere anelli ed orologi prima che un'eventuale tumefazione (es. morso di vipera) ne impedisca la fuoriuscita. 
Eseguire, quindi, un bendaggio compressivo dell'intero arto con una benda di tela robusta (o con Tensoplast), larga 7 cm e lunga 6 m. Il bendaggio va eseguito dal gomito alla mano, poi di nuovo verso l'alto fino alla spalla. La benda deve essere disposta a spina di pesce.